# Stöð 2 Sport
Stöð 2 Sport är en isländsk TV-kanal som framför allt visar sport. Man visar också KF Nörd, det isländska FCZ.